# 新田駅 (埼玉県)

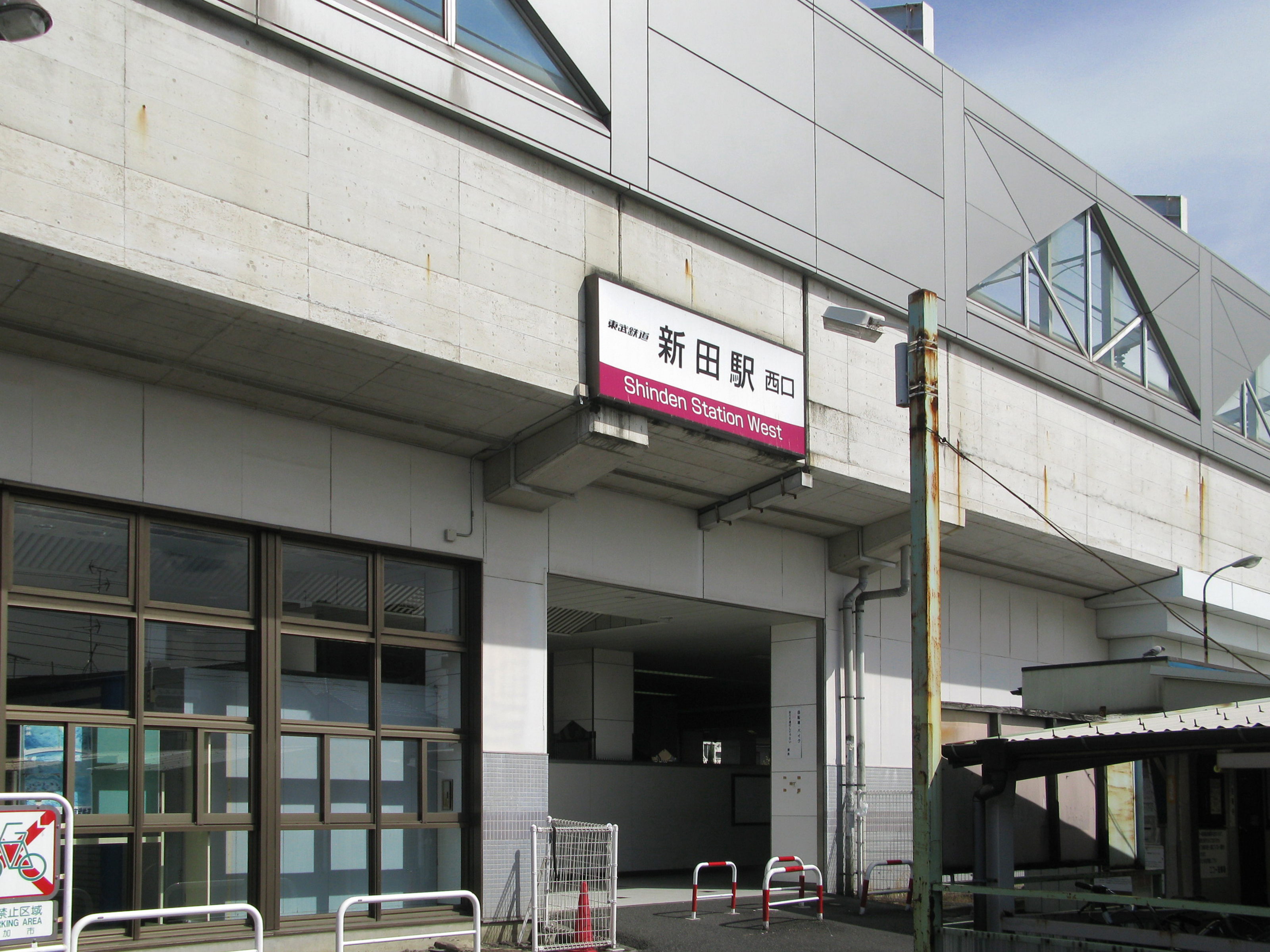
西口（2012年9月）

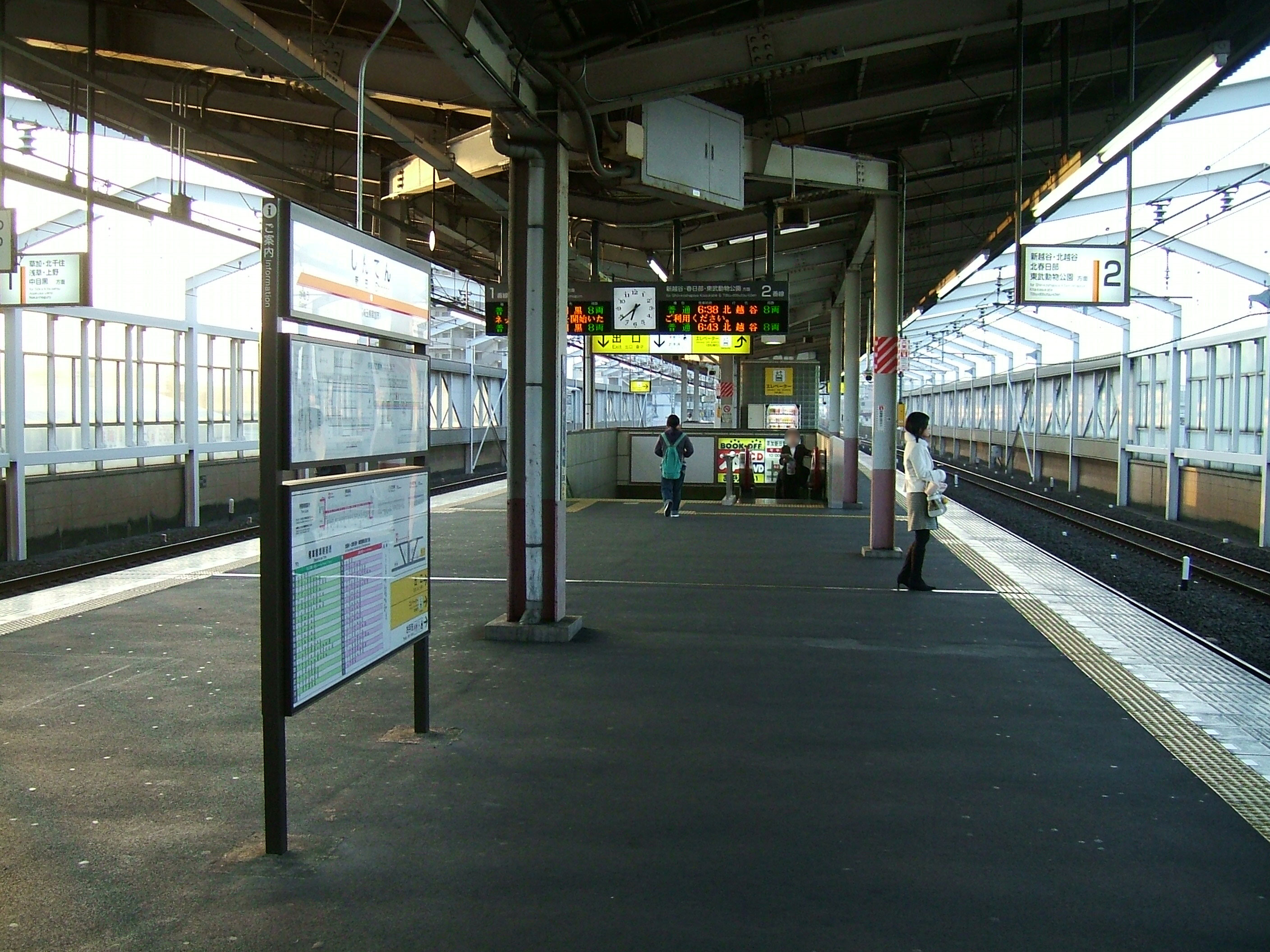
ホーム（2008年11月）

新田駅（しんでんえき）は、埼玉県草加市金明町道下にある、東武鉄道伊勢崎線の駅である。「東武スカイツリーライン」の愛称区間に含まれている。駅番号はTS 18。

## 年表
- 1899年（明治32年）12月20日：埼玉県北足立郡新田村に開設[1]。駅名の由来となる。
- 1908年（明治41年）12月2日：廃止[2]。
- 1925年（大正14年）11月10日：営業再開[3]。
- 1985年（昭和60年）12月：上り線高架化完了（本駅北に位置する綾瀬川まで）[4]。
- 1988年（昭和63年）12月：下り線高架化完了（同上）[4]。
- 1994年（平成6年）12月27日：エスカレーター2基使用開始。
- 1995年（平成7年）12月28日：エレベーター1基使用開始。
- 2012年（平成24年）3月17日：TS 18の駅番号が設定[5]。
- 2023年（令和5年）12月18日：ホームドアの使用を開始[6]。

## 駅構造
島式ホーム1面2線を有する高架駅。緩行線にのみホームがある。
高架化前は相対式ホーム2面2線を有する地上駅であった。当駅高架化後、続く当駅 - 越谷駅間高架化工事中に蒲生駅での通過待ちが出来なくなった際には、当駅に外側の通過線を新設、各停が優等列車待避を行っていた。

### のりば
| 番線 | 路線                   | 方向 | 行先                                                             |
| ---- | ---------------------- | ---- | ---------------------------------------------------------------- |
| 1    | 東武スカイツリーライン | 上り | 草加・北千住・とうきょうスカイツリー・浅草・ 日比谷線 中目黒方面 |
| 2    | 東武スカイツリーライン | 下り | 新越谷・北越谷・北春日部・東武動物公園・ 日光線 南栗橋方面       |

- 上記路線名は旅客案内上の名称（「東武スカイツリーライン」は愛称）で表記している。
- 2020年（令和2年）6月6日ダイヤ改正より、当駅へ発着する列車は一部を除き全て日比谷線直通となったため、浅草駅方面への行き来をする場合は必ず北千住駅もしくは西新井駅・草加駅などで乗り換える必要がある[注釈 1]。

### バリアフリー対応
ホームには点字ブロックが埋め込まれ、ホーム階から改札階までのエレベーターがホーム中央に、上り/下り専用のエスカレーターが階段脇に1基、それぞれ設置されている他、改札口までのスロープもあり、授乳室や車椅子・オストメイト対応の多機能トイレも設置されている。自動改札機も、車椅子やベビーカーが通れる幅広タイプのものが駅係員窓口の脇の出入口に1機設置されている。また、自動券売機には視覚障害者に対応したテンキー付きタッチパネル式のものが3台設置されている。

## 利用状況
2024年度（令和6年度）の1日平均乗降人員は28,998人である。
近年の1日平均乗降人員の推移は下記の通り｡
| 年度               | 1日平均 乗降人員 | 1日平均 乗車人員 | 出典       |
| ------------------ | ---------------- | ---------------- | ---------- |
| 1960年（昭和35年） | 1,743            |                  |            |
| 1965年（昭和40年） | 8,197            |                  |            |
| 1970年（昭和45年） | 15,977           |                  |            |
| 1975年（昭和50年） | 25,478           |                  |            |
| 1980年（昭和55年） | 27,765           |                  |            |
| 1985年（昭和60年） | 29,075           |                  |            |
| 1990年（平成02年） | 32,888           |                  |            |
| 1998年（平成10年） | 33,585           |                  |            |
| 1999年（平成11年） | 32,747           |                  |            |
| 2000年（平成12年） | 32,199           | 16,329           |            |
| 2001年（平成13年） | 31,203           | 15,706           |            |
| 2002年（平成14年） | 30,624           | 15,437           |            |
| 2003年（平成15年） | 30,900           | 15,590           |            |
| 2004年（平成16年） | 30,580           | 15,361           |            |
| 2005年（平成17年） | 30,592           | 15,335           |            |
| 2006年（平成18年） | 31,017           | 15,554           |            |
| 2007年（平成19年） | 31,720           | 15,969           |            |
| 2008年（平成20年） | 31,722           | 15,930           |            |
| 2009年（平成21年） | 31,309           | 15,732           |            |
| 2010年（平成22年） | 30,949           | 15,548           |            |
| 2011年（平成23年） | 30,303           | 15,222           |            |
| 2012年（平成24年） | 30,994           | 15,533           |            |
| 2013年（平成25年） | 31,444           | 15,772           |            |
| 2014年（平成26年） | 31,160           | 15,642           |            |
| 2015年（平成27年） | 31,604           | 15,875           |            |
| 2016年（平成28年） | 31,482           | 15,856           |            |
| 2017年（平成29年） | 31,697           | 15,964           |            |
| 2018年（平成30年） | 1,606            | 15,914           | [ 東武 3 ] |
| 2019年（令和元年） | 31,295           | 15,746           | [ 東武 4 ] |
| 2020年（令和02年） | 24,107           |                  | [ 東武 5 ] |
| 2021年（令和03年） | 25,592           | 12,872           | [ 東武 6 ] |
| 2022年（令和04年） | 27,339           | 13,764           | [ 東武 7 ] |
| 2023年（令和05年） | 28,531           | 14,365           | [ 東武 8 ] |
| 2024年（令和06年） | 28,998           | 14,599           | [ 東武 1 ] |

## 駅周辺
構内には、改札内に自動販売機、改札外高架下に東武ストア 新田店、ファミリーマート、リトルマーメイドがある。

### 東口
- 草加警察署 新田駅前交番
- 綾瀬川
- 草加旭町団地
- 蒲生郵便局
- 日光街道（東京都道・埼玉県道49号足立越谷線）
- 新田駅バスターミナル
- タクシー乗降場
- そうか公園

### 西口
- 草加市役所新田サービスセンター
- 草加市立勤労福祉会館
- 草加市立新田小学校
- 国道4号草加バイパス
- イトーヨーカドー 新田店
- 埼玉県道328号金明町鳩ヶ谷線
- 草加旭町郵便局
- わいわいロード商店街

## 路線バス
東口駅前にバスロータリーが完成し、2022年（令和4年）12月1日より使用開始した。
| 乗り場     | 乗り場 | 系統   | 行先             | 運行事業者         | 所管 | 備考                       |
| ---------- | ------ | ------ | ---------------- | ------------------ | ---- | -------------------------- |
| 新田駅東口 | 1      | 松原36 | 獨協大学前駅東口 | 東武バスセントラル | 草加 |                            |
| 新田駅東口 | 1      | 新田38 | 新田駅東口       | 東武バスセントラル | 草加 | 浄水場入口先回り・柿木循環 |
| 新田駅東口 | 2      | SD01   | 新栄団地         | 朝日自動車         | 越谷 |                            |
| 新田駅東口 | 3      | DK21   | 獨協大学前駅西口 | 朝日自動車         | 越谷 |                            |

## 隣の駅
東武鉄道
 東武スカイツリーライン
■急行・■区間急行・■準急・■区間準急・■THライナー
通過
■普通
獨協大学前駅 (TS 17) - 新田駅 (TS 18) - 蒲生駅 (TS 19)